# Фавицкий, Александр Павлович
Александр Павлович Фавицкий (1862—1924) — русский врач-терапевт.

## Биография
Родился в 1862 году.
С 1875 года учился в Черниговской гимназии, которую окончил с золотой медалью в 1880 году.
В 1886 году окончил курс Императорской военно-медицинской академии, оставлен при ней на три года для усовершенствования и до 1889 года был ординатором госпитальной терапевтической клиники профессора Д. И. Кошлакова и исполнял обязанности ассистента горлового отделения при ней. В 1888 году защитил докторскую диссертацию и в 1889 году был послан за границу, где посещал клиники, слушал лекции в Мюнхене, работал в Гигиеническом институте М. Петтенкофера, в бактериологическом отделении.
По возвращении в Россию он был назначен приват-доцентом по клинике внутренних болезней Военно-медицинской академии. В 1892—1894 гг. заведовал бараками для холерных больных при клиническом военном госпитале, где и руководил занятиями ординаторов по бактериологии холеры, уходу и лечению её. В 1893 году был утверждён ассистентом госпитальной терапевтической клиники профессора Ф. И. Пастернацкого; затем был приват-доцентом клиники.